# Bắn quấy rối

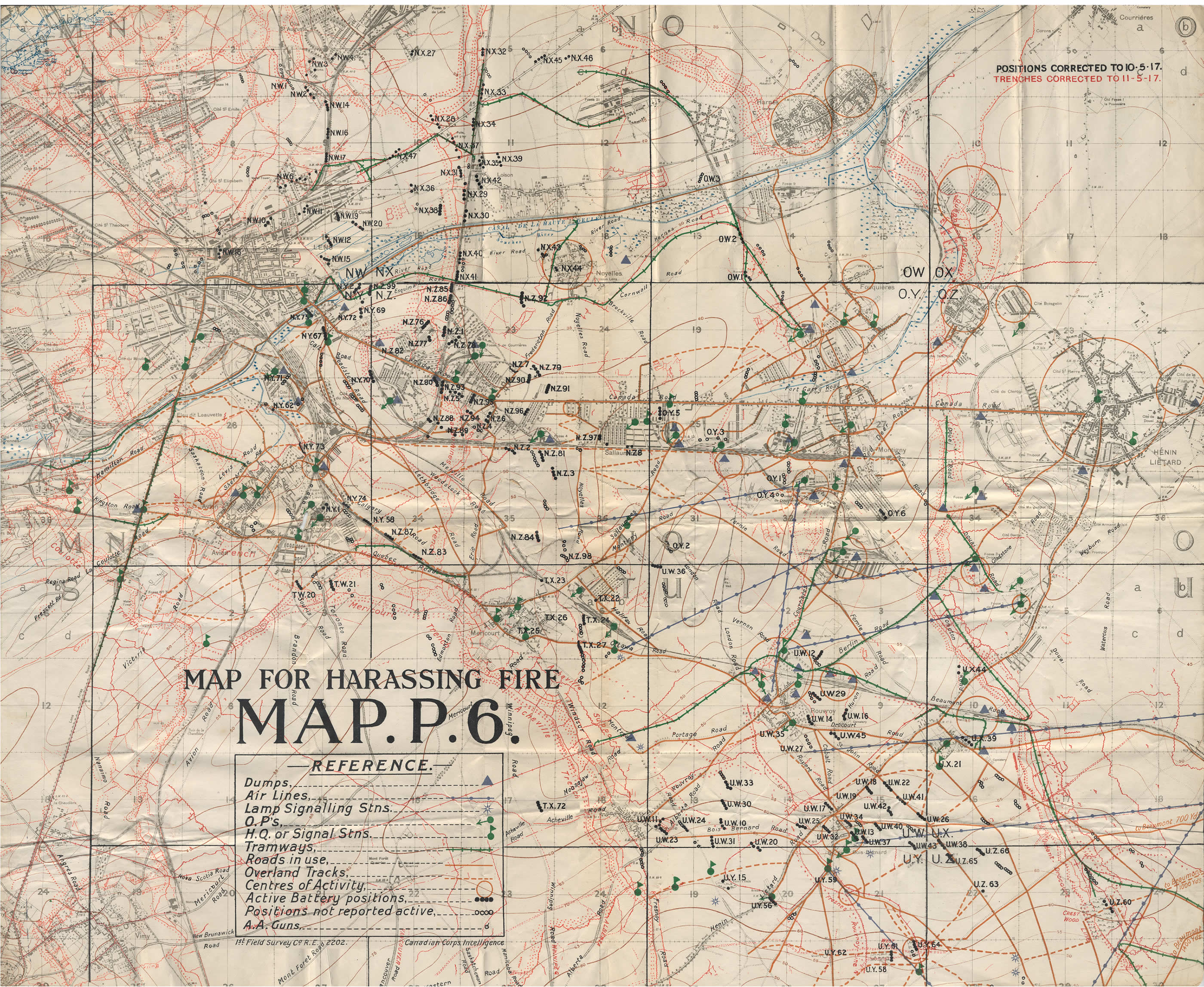
Bản đồ pháo binh của Anh trong Thế chiến I sử dụng để lên kế hoạch Bắn quấy rối trong khu vực Lens của Pháp, tháng 5 năm 1917.

Bắn quấy rối là một hình thức chiến tranh tâm lý gây ra cho một đơn vị lực lượng kẻ thù phải chịu ngẫu nhiên, không thể đoán trước và không liên tục, được thực thi bởi một đơn vị bộ binh nhỏ hoặc pháo binh trong một khoảng thời gian dài (thường là vào ban đêm và thời gian cường độ xung đột thấp) nhằm mục tiêu làm suy yếu tinh thần, tăng mức độ căng thẳng của kẻ thù và phá hoại giấc ngủ, nghỉ ngơi và tiếp tế của họ. Điều này làm giảm khả năng sẵn sàng chiến đấu và khả năng chiến đấu tổng thể của kẻ thù, lối đánh này thực thi bởi một lực lượng quấy rối.
Bắn quấy rối được thực hiện như một hình thức cực kỳ phiền toái không cần nhiều nỗ lực để tạo ra thương vong đáng kể hoặc để hỗ trợ một cuộc tấn công lớn hơn. Mục đích chỉ là để đảm bảo kẻ thù không bao giờ có thể nghỉ ngơi hoàn toàn hoặc tham gia vào các nhiệm vụ không liên quan đến chiến đấu và phải luôn luôn cảnh giác và bảo vệ để có thể tránh khỏi nguy cơ tấn công. Vì lý do này, bắn quấy rối thường được tiến hành vào ban đêm và bởi một số lượng nhỏ súng hoặc pháo thay vì toàn bộ đội ngũ pháo binh. Việc phá hoại giấc ngủ và trạng thái cảnh báo liên tục mà nó gây ra khiến mệt mỏi về thể chất và tâm lý cho quân thù trong bất kỳ khoảng thời gian dài nào, và cuối cùng gây ra căng thẳng nghiêm trọng làm suy thoái khả năng chiến đấu của lực lượng quân thù. Vì lý do này, nó đã là một chiến thuật tiêu chuẩn và hiệu quả được sử dụng trong chiến tranh, nhất là từ khi có các loại vũ khí tầm xa.

## Lịch sử

### Cổ trung đại
Bắn quấy rối trở nên phổ biến sau khi có sự phát minh ra máy phóng và trebuchet, chúng có thể được sử dụng để ném các vật thể có hại lên các bức tường kiên cố trong những cuộc bao vây thành phố hoặc lâu đài. Vì một cuộc bao vây như vậy có thể kéo dài hàng tháng hoặc nhiều năm nếu những kẻ xâm lược không thể phá vỡ các bức tường, một kế hoạch thay thế đòi hỏi sự kiên nhẫn cùng với hỏa lực quấy rối thường xuyên cho nỗ lực khiến quân bảo vệ đầu hàng vì tinh thần thấp, bệnh tật và chết đói. Ngoài các loại đạn gây chết người như đá và bóng sắt, pháo binh thời đó cũng sẽ ném các loại đạn quấy rối: xác thối rữa (kể cả người và động vật), xác chết bị nhiễm bệnh dịch hạch, phân người, tổ ong và đầu bị chặt của tù nhân bị bắt trong chiến tranh.

### Chiến tranh thế giới thứ nhất
Bắn quấy rối bước vào một giai đoạn mới sau khi lan rộng sản xuất hàng loạt súng bắn góc cao trong Thế chiến thứ nhất, các vị trí phòng thủ phải đối mặt với các cuộc tấn công linh hoạt này. Một số pháo được dành riêng để Bắn quấy rối (đặc biệt là trước một cuộc tấn công bộ binh theo kế hoạch) và khái niệm này đã được tinh chỉnh thành một khoa học, hoàn chỉnh với tính toán bắn đạn pháo hàng giờ và độ bao phủ để đảm bảo phá hoại giấc ngủ và tiếp tế được thống kê đối với lực lượng mục tiêu khó khăn. Trong hầu hết các trường hợp, việc tiếp tế và cứu trợ gần như là không thể vào ban ngày do các đơn vị quan sát pháo binh, và việc bổ sung hỏa lực quấy rối ngẫu nhiên vào ban đêm đồng nghĩa làm ảnh hưởng khả năng thay thế và tiếp tế có thể đến mặt trận. Hội chứng sốc bởi đạn pháo gây ra cho kẻ thù thường là một phản ứng tâm lý phân ly liên quan đến thời gian liên tục bắn phá, sợ hãi, đói và thiếu ngủ.

### Chiến tranh thế giới thứ hai

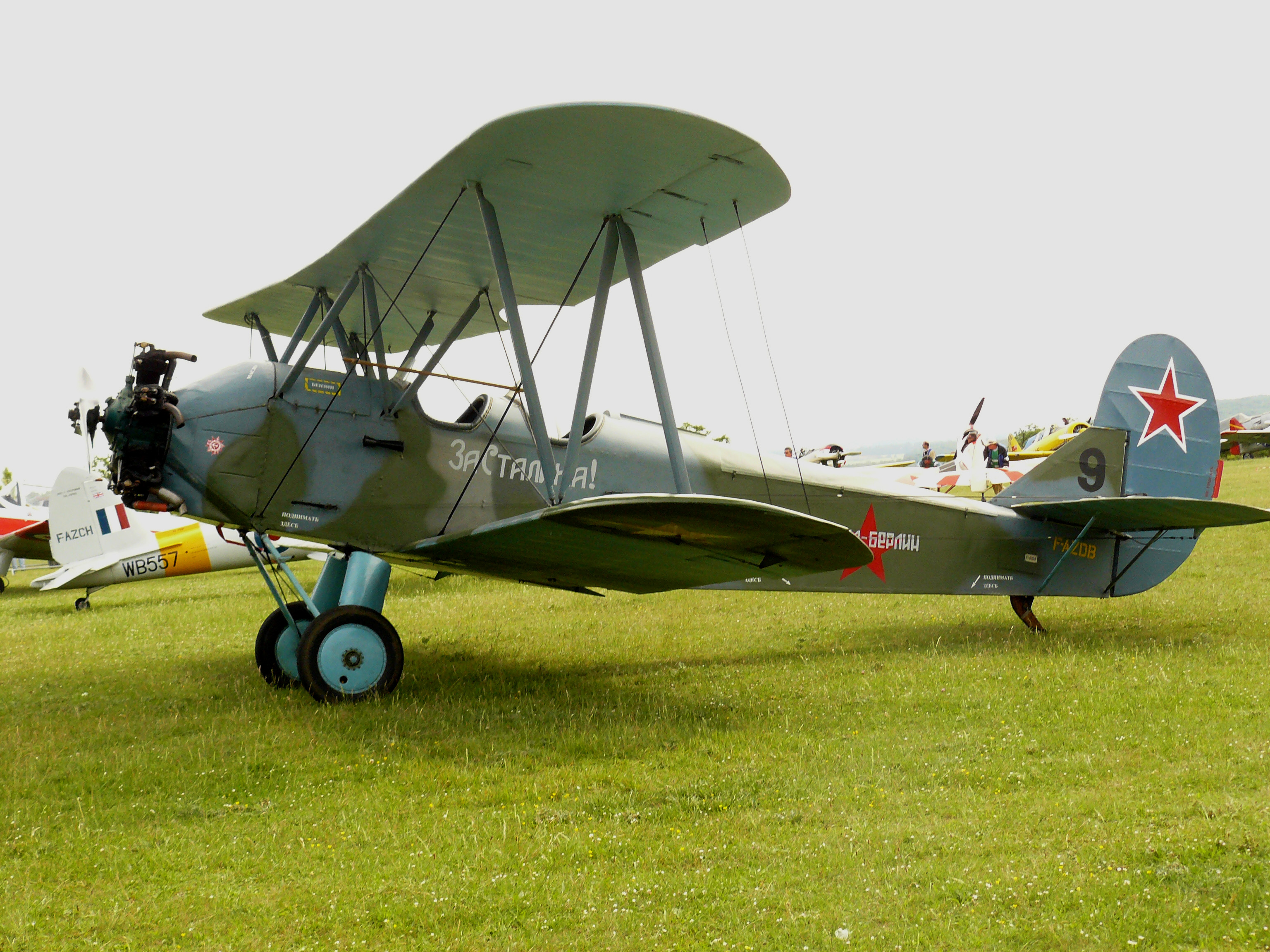
Polikarpov U-2 (Po-2)

Bắn quấy rối tiếp tục là một phương thức hiệu quả và phổ biến trong Thế chiến II khi máy bay ném bom và tên lửa được đưa vào ứng dụng. Các lực lượng Liên Xô nổi tiếng thành lập ba trung đoàn hàng không quân sự toàn nữ vào năm 1942 (586, 587 và 588), với Trung đoàn 588 được trang bị dành riêng cho các cuộc tấn công quấy rối ban đêm với máy bay huấn luyện biplane Polikarpov Po-2 lỗi thời. Mặc dù rất chậm, vũ trang kém và hầu như không tác chiến vào ban ngày, cấu trúc gần như toàn bộ gỗ của Po-2 đặc biệt rẻ và loại máy bay vẫn đáng tin cậy, có thể mang theo sáu quả bom HE nhỏ (50 kilo) và gần như không ồn ào khi bay vào ban đêm; động cơ piston hướng tâm năm xi-lanh nhỏ, RPM thấp của nó chỉ tạo ra tiếng rè rè, âm thanh của chúng yên tĩnh hơn và ít bị nhận dạng hơn động cơ của máy bay chiến đấu/máy bay ném bom hiện đại. Do đó, việc xác định chính xác vị trí, khoảng cách của máy bay khó hơn nhiều và rất ít khả năng cảnh báo về sự xuất hiện của chúng.
Mặc dù ban đầu bị người Đức chế nhạo chúng, họ đã gọi Po-2 Rusfaner ("ván ép Nga") hoặc Die Nähmaschine ("máy may") nhưng nó đã chứng minh hiệu quả bất ngờ trong các cuộc tấn công quấy rối ban đêm ở các khu vực phía sau của quân Đức, bay rất thấp và chậm, các máy bay chiến đấu Đức không thể xác định vị trí hoặc tiếp cận chúng. Loại máy bay bằng gỗ và vải này đi ngược tiêu chuẩn máy bay bọc giáp, nhưng vô hình trước radar, khiến người Đức không sử dụng được pháo phòng không và đèn soi, không lực lượng nào của Đức có thể đảm bảo quân của họ một giấc ngủ ngon. Chẳng mấy chốc, người Đức đã nản lòng đặt tên cho các nữ phi công Die Nachthexen ("Phù thủy bóng đêm"), các phi công và xạ thủ phòng không của Luftwaffe đã được hứa hẹn với Huy chương Chữ Thập sắt nếu họ bắn hạ được dù chỉ một Po-2. Bản thân người Đức bắt đầu sử dụng máy bay lỗi thời của riêng họ cho các cuộc tấn công tương tự chống lại Liên Xô, trước tiên là với các đơn vị cỡ phi đội có tên Storkampfstaffel, sau đó kết hợp chúng thành các đơn vị Nachtschlachtgruppe cho mục đích tác chiến này.
Vào khởi đầu Mặt trận Thái Bình Dương trong Thế chiến II trong chiến dịch Guadalcanal, các lực lượng Mỹ bảo vệ Henderson Field khỏi mối đe dọa của Nhật Bản đã bị một số lượng nhỏ máy bay quân sự Nhật Bản quấy rối trong các cuộc tấn công quấy rối ban đêm, với động cơ của họ cố tình điều chỉnh ồn ào nhằm đánh thức quân đội Mỹ vào ban đêm.
Bắn quấy rối cũng mở rộng sang dân thường khi các vụ đánh bom khủng bố các thành phố trở thành thông lệ. Trong một báo cáo năm 1944 về việc giới thiệu Bom bay V-1 gần đây, tạp chí Time đã gọi các cuộc tấn công vào Luân Đôn như một hình thức quấy rối, vì chúng là các cuộc tấn công ngẫu nhiên và đáng sợ (thường là vào ban đêm) được tính toán để gây thiệt hại tinh thần người dân Anh hơn là nhằm trực tiếp vào quân đội Anh. Một công nhân mệt mỏi, sợ hãi sẽ sản xuất ít vật liệu chiến tranh hơn trong các nhà máy hàng ngày mà họ làm việc.
Trong Chiến tranh Triều Tiên, Po-2 một lần nữa được sử dụng cho các cuộc tấn công quấy rối đêm "Bedcheck Charlie", lần này là Không quân Nhân dân Bắc Triều Tiên chống lại lực lượng Liên Hợp Quốc đang bảo vệ Hàn Quốc - các cuộc tấn công thành công này của KPAF vào các căn cứ không quân của Liên Hợp Quốc thậm chí còn được hướng tới tổ chức để tiêu diệt số lượng nhỏ máy bay chiến đấu F-51 Mustang và F-86 Sabre ngay từ đầu cuộc chiến.

### Hiện nay
Khái niệm này tiếp tục có liên quan trong chiến tranh hiện đại và vẫn nằm trong chương trình pháo binh của Trường Đại học Chiến tranh Quân đội Hoa Kỳ và Phòng Kế hoạch Chiến tranh của Quân đội Hoa Kỳ.